# أنجليكا هيل
أنجليكا هيل (بالإنجليزية: Angelica Hale) هي مغنية أمريكية، ولدت في 31 يوليو 2007 في أتلانتا في الولايات المتحدة.

## وصلات خارجية
- أنجليكا هيل على موقع IMDb (الإنجليزية)
- أنجليكا هيل على موقع ميوزك برينز (الإنجليزية)
- أنجليكا هيل على موقع قاعدة بيانات الفيلم (الإنجليزية)